# Дніпрові пороги
Дніпро́ві поро́ги — виходи гранітів, гнейсів та інших корінних гірських порід Українського кристалічного щита в руслі Дніпра між сучасними містами Дніпро і Запоріжжя. Після побудови у 1932 році Дніпрогесу їх затоплено водами Дніпровського водосховища.

## Визначення
Річковий поріг є гряди каменю, що перегороджують річку між обома берегами, а забори є гряди каменю, які не перекривають річку між берегами та залишають вільний прохід з одного, правого або лівого берегу.

## Геологія

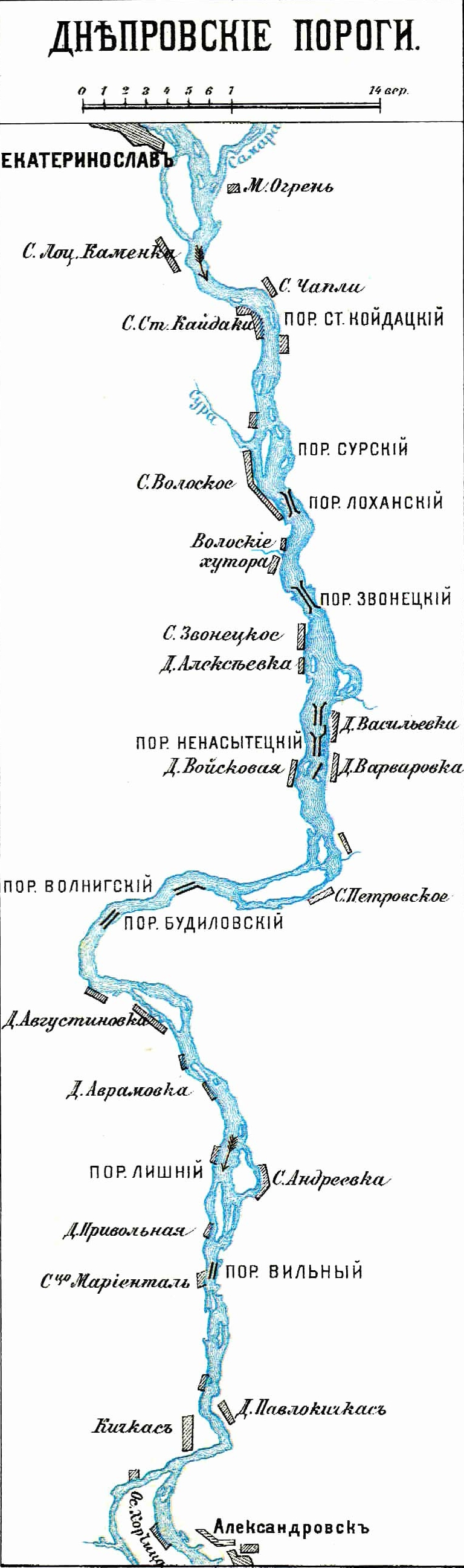
Дніпрові пороги. Карта кінця XIX — початку XX століття

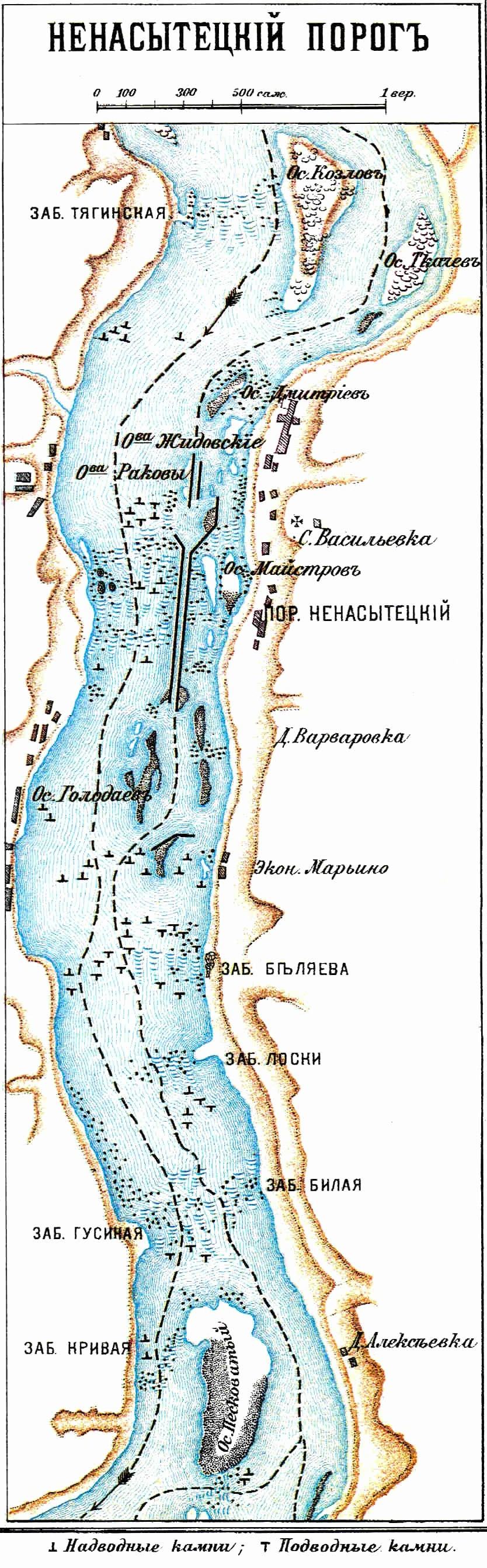
Ненаситецький поріг

Продольний профіль порожистої ділянки річки Дніпра

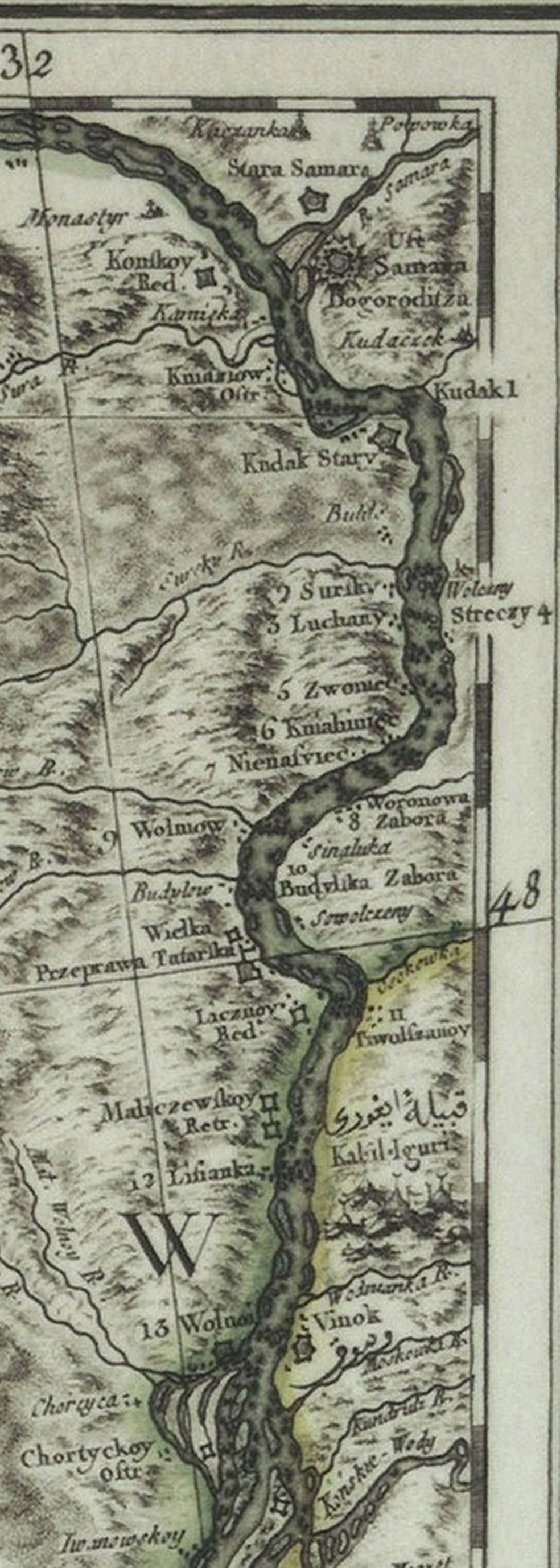
Дніпровське Надпорожжя на «Карті кордонів Польщі…» з Атласу Речі Посполитої авторства Джованні Антоніо Річі Заноні, 1772 р.

### Походження порогів
Український кристалічний щит — ділянка земної кори, яка сформувалася однією з перших на планеті. Поодинокі визначення радіогенного віку кристалічних порід острова Хортиця, який традиційно вважається частиною Дніпровського Надпорожжя, становлять 2970 млн років. 1,7 млрд років тому ця територія являла собою велику гірську країну. Пізніше гори були зруйновані в процесі денудації, а потужні нашарування осадових порід з часом змиті. 2 млн років тому по одному з розломів, що поділяють Український кристалічний щит на блоки, відбувся прорив ПраДніпра. Водний потік вимив м'які та зруйновані породи, залишивши у руслі річки, у місцях дрібніших тектонічних розломів, більш міцні скельні виходи — пороги та забори. Порогом вважається пасмо каменів, яке цілком перетинає річку від берега до берега. Забора — пасмо каменів, що перетинає річку частково, лишаючи прохід.
У давніх народних переказах, записаних у XIX ст. зі слів місцевих мешканців, походження порогів на Дніпрі пояснюється більш поетично: «До Христового народження лукавий мав велику силу! Каміння, скелі, печери — то все його робота. У печерах він ховався від Божого гніву, від грому. Тоді людей ще мало було, спокушать нікого, так він і давай розносить по землі та розкидать каміння: де кине малий камінець — через год виросте великий, де покладе великий — там виросте скеля. Хотілось йому всю землю покрить камінням, щоб нічого не росло, не жив ні чоловік, ні звір, ні птиця Божа. Тіко не по його вийшло: народився Христос, зараз же прокляв нечистого. З того часу каміння так і зосталось…».
«Як ще ріка нікотра не протікала, так Десна була старша за Дніпро. Стали вони спорить: „Котре прудче з нас побіжить, то те буде старше“. Так Десна зараз же як заспорилась, порізалась де низькі місця — щоб їй легше було. А Дніпро іще в батька пішов благословитися — а в їх батько море мабуть. Так він порізавсь горами, бескетями, поламався скрізь. Десна бачить, що не випередить Дніпра — що Дніпро горами порізавсь, — так вона стала рвать каміння і гатить Дніпро, щоб самій раньше прорізатися. (А тоді каміння ще не закляте було, — тільки вже не знаю, коли його Матір Божа закляла) І вона у 12 місцях гатила його, і поробилось там 12 порогів, а посередині 4 рази перегачувала. Ненаситецький зветься — там камінь поріс, у 4 раза тут каміння лежить, і у четверо проти тих, й той у 12 раз дужче кидає проти тих…».

### Загальна характеристика Дніпровського Надпорожжя
Межі порожистої ділянки Дніпра (Дніпровського Надпорожжя), як правило, окреслюються досить умовно. Крайніми пунктами при описі Дніпровських порогів у відповідних працях є: з півночі — місто Дніпро, з півдня — місто Запоріжжя, острів Хортиця або нині затоплена водосховищем правобережна менонітська колонія Кічкас. Тобто, довжина порожистої частини Дніпра складає майже 100 км. Більш точне визначення подає проф. Д. О. Свіренко: «…Таким чином, порожистою частиною р. Дніпра слід вважати дільницю між верхнім Кодацьким і нижнім Вільним порогами… Інакше кажучи, довжина порожистої частини в нашому розумінні визначиться в 61 версту 50 сажнів, тобто коло 65,2 км».
Стрімке падіння русла Дніпра на окресленій ділянці (30,89 м на 65,2 км). обумовлювало високу швидкість течії. На Вовнизькому порозі вона складала 5,03 м/сек. за високої витрати води, а у так званій Кічкаській ущелині (нижче останнього Вільного порогу) сягала 6,78 м/сек.. Лід на Дніпрі стояв у середньому 76 днів на рік, але бувало, що зимою річка так і не замерзала. Весною повідь досягала апогею в квітні-травні, коли вода проходила відстань від міста Дніпра до Кічкаса менш ніж за добу. Іноді повінь перетворювалася на справжній катаклізм, як у 1773, 1845 («Велика вода») або 1931 роках. Під час кожної повені у топографії порожистого Дніпра відбувалися незначні зміни: змивалися, поділялися на частини або виникали деякі острови й мілини, міг змінитися фарватер. Все це фіксувалося на картах і планах різного часу, кожен з яких має свої відмінності.
Дніпровське Надпорожжя являло собою один з наймальовничіших ландшафтів Європи. Бурхлива річка, затиснена між високими прямовисними гранітними берегами, скельні й піщані острови, сотні прибережних балок, вкритих цілинним степом і байрачними лісами — все це разом утворювало унікальний за красою природно-географічний комплекс.

### Острови у порожистій частині Дніпра
Однією з характерних рис порожистої частини Дніпра була велика кількість островів. Багато з них з часом міняли назви, або мали їх одразу по декілька, деякі під дією сильних повеней розділялися на частини, зникали, інші знов виникали шляхом намиву піску. Тому не дивно, що автори, які описували дніпровські острови, уникали уточнення їх числа. Д. І. Яворницький на відтинку між Монастирським островом і Хортицею згадує майже 90 островів, а, наприклад, на карті Дніпробуду їх позначено менше 70.
Найбільше у Надпорожжі було наносних островів. Вони утворювалися з піску та намулу, який відкладався за скелями та брилами, що стирчали з води. На цих островах, як правило, у північній частині, були виходи граніту. Зустрічалися й цілком піщані острови типу кіс, але не виключено, що в їх основі теж були скелі. Майже всі острови цього типу весною заливала вода. Друга група — скелясті, іноді позбавлені будь-якого ґрунту і рослинності острови. Деякі з них були настільки малі, що не заслуговували назви островів, і місцеве населення називало їх «камінням», «скелями». Зустрічалися і великі, і дуже мальовничі — наприклад, Стрільча Скеля коло Лоханського порогу (до речі, не повністю затоплена водосховищем). Різко виділялися поміж інших острови Таволжаний і Перун. Це були ділянки материка, відмежовані Дніпром від останнього.
Назви островів найчастіше відповідають їх природним особливостям — характеру ґрунту (Скелястий, Піскуватий, Кам'януватий), рослинності (Дубовий, Таволжаний, Кленовий, Лозуватий, Виноградний, Вербовий), фауні (Шуляків або Шулаїв), Ткачів, Кізлевий, Бобровий, Орлиний, Гавиний, Крячок). Часто назви зберігали імена місцевих мешканців — козаків, рибалок, лоцманів (Пурисові, Носулини, Демський, Біляїв, Орлів, Лантухівський, Аврамів, Дмитрів, Данилеєв), або панів-власників (Богомолловський (Монастирський), Воронцовський (Становий), Федоришин (Чорний).
Найбільшими у Надпорожжі були острови: Становий — нижче гирла річки Самара; Сурський — навпроти гирла річки Мокра Сура; Кізлевий — нижче гирла річки Ворона; Дубовий — поряд із селом Петро-Свистунове Запорізької області; Таволжаний — навпроти гирла лівобережної балки Таволжанської; Кухарів — навпроти гирла лівобережної балки Лишньої; Лантухівський — навпроти гирла правобережної балки Виноградної; Маркусів — навпроти сучасного правобережного селища Великий Луг.
До порожистої частини Дніпра за традицією відносять розташований у межах м. Запоріжжя острів Хортицю. Довжина цього найбільшого Дніпрового острова — майже 12 км. Ландшафти північної частини Хортиці є типовими для Надпорожжя: кам'янисті береги та високі скельні урвища, круті схили, вкриті степовою рослинністю та балки з байрачними лісами. Острів з навколишніми урочищами входить до геологічного заказника загальнодержавного значення «Дніпровські пороги», заснованого у 1974 р..

### Примітні камені та скелі
Серед величезної кількості окремих каменів та скель, що окремо стирчали посеред річки й коло її берегів, у Надпорожжі особливе значення мали так звані «примітні камені», кожен з яких мав свою назву. Найбільша концентрація каменів та скель з назвами спостерігалася саме поблизу порогів — у найбільш небезпечних та відповідальних місцях. У той же час у плесах між порогами таких об'єктів було досить мало. Це пояснюється тим, що, по-перше — камені становили велику небезпеку для судноплавства (бо часто були зовсім сховані водою, або погано помітні), по-друге — слугували орієнтиром на маршруті сплаву суден. Отже, для лоцманів досконале знання примітних каменів було абсолютно необхідним.
Точна кількість примітних каменів у порогах Дніпра невідома. А. С. Іловайський згадує 52 каменя, Д. І. Яворницький — 117, В. А. Чабаненко налічує 95 каменів та 23 скелі, на картосхемі лоцмана О. С. Девлада «Шляхи Дніпровими порогами» позначено 137 каменів та 4 скелі.
Такі назви каменів, як Горбатий, Великий Плоський, Сідлач (всі — вище Кодацького порогу) характеризували їх форму. Скеля Монастирко (біля Ненаситецького порогу, на правому березі) «стоїть окремо, як монастир»; камінь Плоський (проти села Олексіївки) — «найбідовіший ходовий камінь»; скеля Дзвіниця (на лівому березі, поряд з Кічкаським мостом) «вивела верх, наче справжня дзвіниця». Праворуч від острова Перун знаходився камінь Ревун. Вода біля нього неслася зі стогоном, який часом переходив у шум із дзвоном та оглушливий рев. Пінисті буруни здавалися рунами вовни, що перекидають вгору: звідси друга назва Ревуна — Сукновальня. Назви типу — Головкові, Марченко — зберігають імена злощасних лоцманів. Дуже красномовні назви — Чортова Голова (вище Вільного порога), Розбійники (нижче села Павло-Кічкас), Чортів Камінь (або Дядько; коло північного краю острова Дубового). Якщо пліт пройде повз нього, тоді його називали Дядьком, коли ж зачепиться за камінь, тоді він — Чортів. Камені Богатирі (нижче села Волоського) отримали назву від двох легендарних богатирів — руського і турецького, що жбурнули їх через Дніпро. Турецький кидав з лівого берега і потрапив у воду, а руський — з високого правого берега на лівий; кинув далі і переміг.

### «Печери» Надпорожжя
Як відомо, справжні печери у граніті не утворюються. «Печерами» або по-місцевому «скотами» у Надпорожжі називали великі щілини та глибокі гроти. Всередині переважно вони були холодними, вогкими і дуже тісними (довжиною всього декілька метрів, і такі низькі, що треба було стояти зігнувшись).
Проти острова Дубового в скелях правого берега були чотири маленькі печери — три Голубиних і одна Пугачіва. На правому схилі Вільнянської балки знаходилася печера Чортова Хата, схожа на українську піч. На лівому березі Дніпра, недалеко від Кічкаської переправи була печера Школа (названа по урочищу «Школа»). В селі Волоському, на острові Перун та на острові Хортиця були печери, звані Змієвими. Найголовніший — «цар-змій» за легендою жив на острові Перун, у печері біля самої води. Сам острів був схожий на велетенське чудовисько:
«…Оце, де найвища його частина, це голова; оце посередині, де перепояска, це його стан; а оце, де його кінець, це його хвіст». «До Христового народження там жив змій; він гарбав під себе жінок і дівок, а мужів пожирав. Як Христос народився, то змія прокляв, а потім його звоював якийся богатир. У змія, кажуть, було три голови і крила. Він, як летить, освіщає весь світ, а вогонь так і палає».
З усіх печер, які були колись у Надпорожжі сьогодні лишилася тільки одна Змієва печера на Хортиці. Вхід до неї розташований у прямовисному урвищі на північному кінці острова, біля двох метрів над водою та десяти метрів нижче краю урвища. Потрапити сюди можна тільки за допомогою мотузки. Печера являє собою довгу вузьку щілину у скелі, між стінками якої застрягли великі валуни. Всередині по камінню сочиться ґрунтова волога, дно завалене невеликим камінням. Від входу до тупику це «лігво дракона», має ледь більше п'яти метрів.

## Історія

### Перші історичні згадки
Можливо, вперше натякнув на існування Дніпровських порогів давньогрецький історик V ст. до н. е. Геродот з Галікарнасу: «Похорони (скіфських — ред.) царів відбуваються у краю Геррос, до котрого Борисфен (Дніпро — ред.) ще судноплавний» — писав він.
Першим відомим алегоричним зображенням Дніпровських порогів можна вважати Амадоцькі гори на картах давньогрецького вченого ІІ ст. н. е. Клавдія Птолемея. Ці «гори» простягаються з заходу на схід від витоків Південного Бугу до витоків приазовських річок Берди та Міусу й перетинають Дніпро, повторюючи розміщення Українського кристалічного щита.
Перші порівняно докладні свідчення про пороги надає візантійський імператор Костянтин VII Багрянородний (царював у 913—959 рр.). У своєму творі «Про управління імперією» він описав подорож роських купців по Дніпру, навівши «слов'янські» та «роські» назви семи порогів. У наш час більшість вчених поділяє думку про давньоскандинавську чи давньошведську етимологію «роських» назв.
«Перш за все вони приходять до першого порогу, який зветься Ессупі, що означає по-роськи й по-слов'янськи „Не спи“. Поріг (цей — ред.) настільки ж вузький, як простір циканістірія, а посередині його є урвисті високі скелі, які стирчать на кшталт острівців. Тому вода, що набігає й приливає до них, падаючи звідти вниз, гучно й страшно реве. Через це роси не насмілюються проходити поміж скелями, але, причаливши поблизу й висадивши людей на суходіл, а решту речей залишивши в моноксилах, після цього голі, обмацуючи своїми ногами (дно, волочать їх — ред.), щоб не наштовхнутися на який-небудь камінь. Так вони роблять, одні біля носа, інші посередині, а треті біля корми, штовхаючи (її — ред.) жердинами, й з граничною обережністю вони минають цей перший поріг по вигину коло берега ріки. Коли вони пройдуть цей перший поріг, то знову, забравши з суходолу решту людей, відпливають і приходять до іншого порогу, який зветься по-роськи Улворсі, а по-слов'янськи Островуніпрах, що значить „Острівець порогу“. Він подібний до першого, тяжкий та важко прохідний. І знову, висадивши людей, вони проводять моноксили, як і перед тим. Подібним чином минають вони й третій поріг, званий Геландрі, що по-слов'янськи значить „Гук порогу“, а далі так само — четвертий поріг, величезний, званий по-роськи Айфор, по-слов'янськи ж Неасит, бо в каміннях порогу гніздяться пелікани. Отже, біля цього порогу всі причалюють до суходолу носами вперед, з ними виходять призначені для несення сторожі мужі та йдуть геть. Вони невсипно несуть сторожу через паченакітів. А решта, взявши речі, котрі були в них у моноксилах, проводять рабів у ланцюгах по суходолу протягом шести миль, поки не минуть поріг. Після цього також одні волоком, інші на плечах, переправивши свої моноксили по сей бік порогу, зіштовхнувши їх у ріку й занісши вантаж, входять самі та знов відпливають. Підступивши ж до п'ятого порогу, званого по-роськи Варуфорос, а по-слов'янськи Вулніпрах, бо він утворює великий затон, і переправивши знов по вигинах ріки свої моноксили, як на першому й другому порогах, вони досягають шостого порогу, званого по-роськи Леанді, а по-слов'янськи Веручі, що означає „Кипіння води“ й долають його подібним чином. Від нього вони відпливають до сьомого порогу, званого по-роськи Струкун, а по-слов'янськи Напрезі, що перекладається, як „Малий поріг“. Далі сягають так званого перевозу Крарія, яким переправляються херсонити, (йдучи — ред.) з Русі та пачинакіти на шляху до Херсона. Цей перевіз має ширину іподрому, а довжину з низу до того (місця — ред.), де виглядають підводні скелі, — наскільки пролетить стріла того, хто пустив її звідти і доти. Через що до цього місця спускаються пачинакіти й воюють проти росів. Після того, як пройдене це місце, вони досягають острова, званого Святий Григорій. На цьому острові вони здійснюють жертвоприношення, бо там стоїть величезний дуб: приносять у жертву півнів, закріплюють вони й стріли навколо дуба, а інші — шматочки хлібу, м'яса, й що має кожен, як велить їхній звичай. Кидають вони й жереб про півнів: чи зарізати їх, чи з'їсти, чи відпустити їх живими…».
Свідчення про подорож норманів до Дніпровських порогів містить напис на так званому «пілгардському» рунічному камені (ІІ пол. Х ст.) зі шведського острова Готланд у Балтійському морі: «Яскраво розфарбовані встановлені ці камені: Хакб'ярн і його брат Хродвісл. Ейстейн та Еймунд разом встановили ці камені за Хравном на південь від Ровстейна. Вони добралися аж до Айфору (Ненаситецького порогу — ред.). Віфіл дав наказ».
Кілька разів доволі побіжно пороги згадуються у Літописі руському, у контексті подій X—XIII ст.
Оповідання про смерть великого князя київського Святослава Ігоревича:
«Учинивши мир із Греками, Святослав рушив у човнах до (Дніпрових — ред.) порогів. І сказав йому воєвода отця його Свенельд: „Обійди, княже, (їх — ред.) на конях, бо стоять печеніги в порогах“. Однак не послухав він його і рушив у човнах.
Тим часом послали переяславці до печенігів (гінців — ред.), кажучи: „Іде Святослав на Русь, узявши майна багато у греків і полон незчисленний, а з малою дружиною“. Почувши ж печеніги се, заступили пороги. І прийшов Святослав до порогів, та не можна було пройти порогів, і став він зимувати у Білобережжі. І не було в них їжі, і настав голод великий, так що по пів гривні (була — ред.) голова коняча. І зимував (тут — ред.) Святослав. А коли приспіла весна, пішов Святослав у пороги.
У рік 6480 (972). Прийшов Святослав у пороги, і напав на нього Куря, князь печенізький. І вбили вони Святослава, і взяли голову його, і з черепа його зробили чашу, — окувавши череп його золотом, пили з нього».
У поетичному творі кін. XII ст. «Слова о полку Ігоревім» згадуються високі скелі Дніпровського Надпорожжя: "Ярославна рано плачеть Путивлю городу на забороле, аркучи: «О, Днепре Словутицю! Ты пробил еси каменныя горы сквозе землю Половецкую. Ты лелеял еси на себе Святославли носады до полку Кобякова. Возлелей, господине, мою ладу ко мне, а бых не слала к нему слез на море рано!».
Згідно з гіпотезою Зигмунта Абрагамовича, про Дніпровські пороги йдеться в одному з документів архіву султанського палацу Топкапи у Стамбулі, датованому 1495—1507 рр. Автор схематичної мапи, розвідник мореєць Ільяс, пропонує султану свої послуги в разі походу на Київ:
«Справа, викладення якої цей жебрак (форма самоприниження — ред.) подає до пороху на землі під стопами мого султана така, що, якщо мій султан звелить, то каміння, яке знаходиться в цій ріці (створене ж воно за часів Німруда), я, жебрак ваш, розведу так, щоб ваші кораблі дійшли аж до королівської столиці й ні в кого навіть кров з носа не пішла (тобто, без особливих зусиль — ред.)». Тут, імовірно, мається на увазі не буквальне знищення «каміння», а усунення його небезпеки.

### Затоплення Дніпровських порогів
У 1926 р. було затверджено проект будівництва Дніпрогесу професора І. Г. Александрова. Ним передбачалося зведення греблі між островом Хортицею і правобережною колонією Кічкас. Бетонна гребля мала підняти рівень води у Дніпрі на 37,5 м. Утворене підняттям рівня води водосховище мало затопити всі пороги, забори і майже всі острови, перетворивши річку на наскрізний водний шлях. Затопленню піддавалася ділянка Дніпра від Кічкасу до Верхньодніпровська довжиною 155,75 км, на площі близько 327 км². При цьому в районі Дніпрових порогів, на правому березі повністю затоплювалися села: Кічкас, Володимирівка, Чернявська, Ново-Олександрівка, Оврамівка, Августинівка, Федорівка, Вовніги, Військове, Микільське, Волоське, Ямбург, Лоцманська Кам'янка; на лівому березі затоплювалися: Павло-Кічкас, Михайлівка, Андріївка, Петро-Свистунове, Олексіївка, Марьївка, Василівка, Вороне, Чаплі.
У березні 1927 р. почалося Дніпровське Будівництво, паралельно з яким відбувалася масштабна Дніпробудівська археологічна експедиція. До середини літа 1931 р. були зведені всі бички греблі Дніпрогесу. Після цього почалися роботи з закриття гребінки греблі, які супроводжувалися одночасним підняттям рівня води у майбутньому водосховищі. У другій половині літа 1931 р. перша стадія затоплення чаші водосховища стала позначатися на Вільному порозі. Наприкінці 1931 р. рівень води піднявся настільки, що пороги Вільний і Лишній були затоплені цілком. У 1932 р. були затоплені Будилівський, Вовнизький, Ненаситецький і наполовину Лоханський пороги. У 1933 р. зникли Лоханський і Сурський, і наполовину був затоплений останній поріг — Кодацький. 1 травня 1933 р. перші пароплави, вільно подолавши відстань від Дніпропетровська до Запоріжжя, пройшли щойно відкритим шлюзом. Нарешті, 1934 р. вода у водосховищі піднялася до проектного рівня.
На місці порогів утворилося Дніпровське водосховище (озеро ім. Леніна) максимальною глибиною 53 м і шириною — до 3,2 км (на дільниці між о. Таволжаним і колишнім порогом Вільним). Найбільший поріг — Ненаситецький — опинився на глибині 20 м під водою. Біля міста Дніпра рівень води піднявся на 2 м. З 6700 га площі додніпробудівської порожистої частини Дніпра дільниця водосховища збільшилася до 16500 га (не рахуючи новоутвореної Самарської затоки). У гирлах допливів Дніпра і балках утворилися численні довгі затоки.
Під час Німецько-Радянської війни, 18 серпня 1941 р., греблю Дніпрогесу було підірвано за наказом командування Червоної Армії. Внаслідок цього рівень води у водосховищі дуже впав — знов оголилися шість верхніх порогів. Під час німецької окупації, протягом 1942 р. Дніпрогес було відновлено. Але вже 14 жовтня 1943 р., під час відступу Вермахту, греблю знов було підірвано й пороги відкрилися вдруге. Роботи по відновленню Дніпрогесу, який цього разу постраждав значно більше, тривали до 1950 р. (підйом рівня води у водосховищі почався 1947 р.). В обидва періоди після зруйнування греблі Дніпрогесу на звільнених від водосховища територіях відбувалися дослідження археологічних пам'яток Надпорожжя.

## Список порогів

Картосхема дніпровських лоцманів, 1929

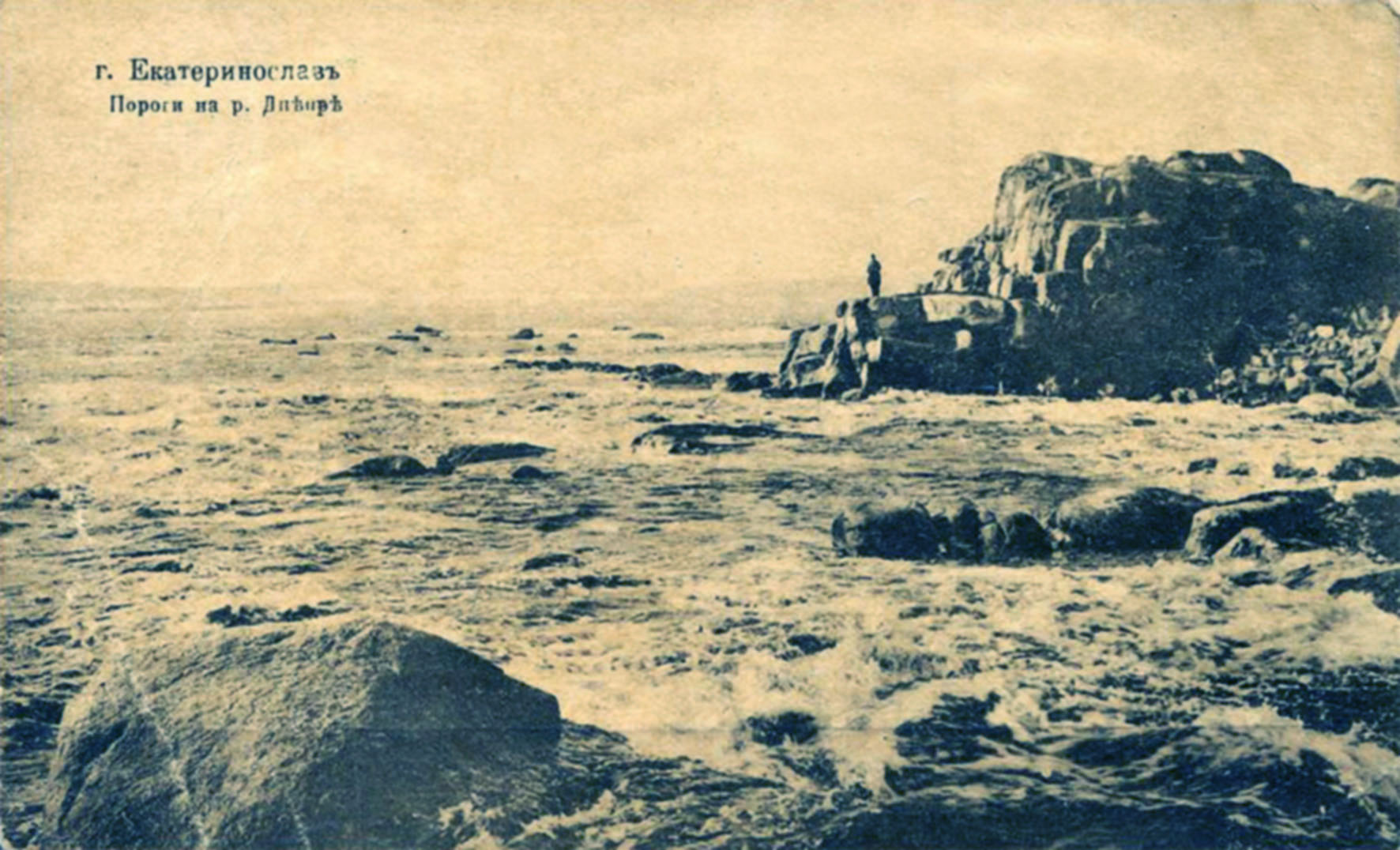
Скеля Монастирко біля Ненаситецького порогу поч. ХХ ст.

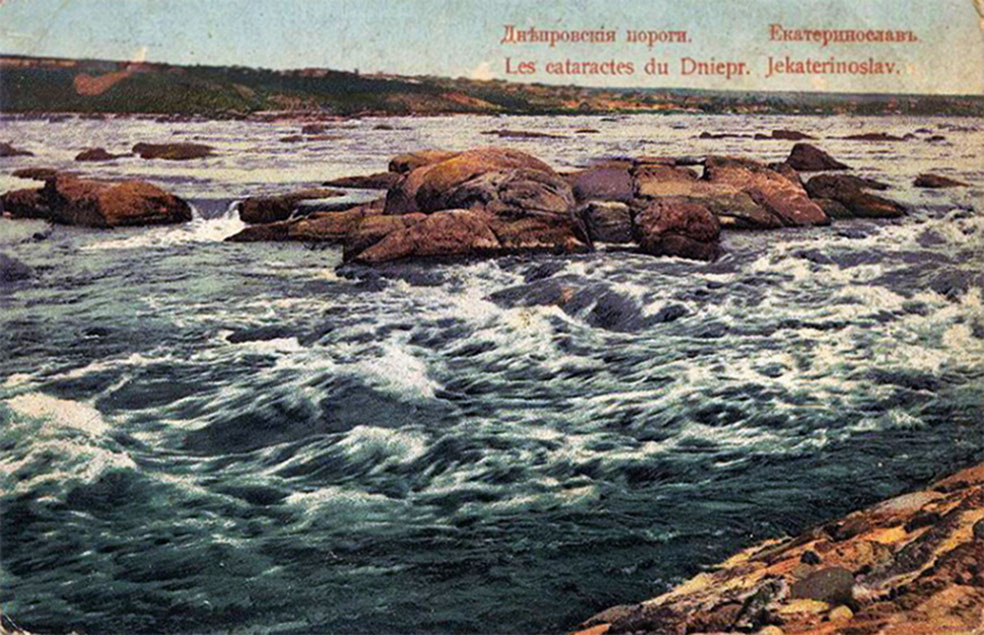
Дніпрові пороги, 1915

Відповідно до «офіційної» традиції початку 19 століття, порогами вважалися 9 об'єктів:
1. Кодацький поріг
2. Сурський поріг
3. Лоханський поріг
4. Дзвонецький поріг
5. Ненаситецький поріг
6. Вовнизький поріг
7. Будилівський поріг
8. Лишній поріг
9. Вільний поріг

Втім, кількість Дніпровських порогів протягом століть визначалася по різному. Візантійський імператор Костянтин VII Багрянородний у сер. Х ст. згадував 7 порогів. Як свідчать численні картографічні та літературні джерела кін. XVI—XVIII ст., у той час зовсім не було одностайності щодо назв і кількості Дніпровських порогів. До їх числа зараховувалися деякі об'єкти, які у XIX—XX ст. вважалися тільки значними заборами. Реєстр порогів у XVI—XVIII ст. міг різнитися навіть у хронологічно дуже близьких документах. Так, на карті «Точний опис Великого Князівства Литовського…», виданій Миколаєм-Христофором Радивілом у 1613 р., позначено 9 порогів Таку ж їх кількість вказує у 1622 р. історик Ян Іноцентій Петрицій. Натомість, у щоденнику безпосереднього свідка Еріха Лясоти (1595 р.) згадується 13, а у московській Книзі Великому Кресленню 1627 р. — 14 порогів;. 13 порогів названі в поемі Самуїла Шимановського «Марс савроматський…» 1642 р. та показані на карті Г. де Боплана «Частина ріки Борисфена від фортеці Кодак аж до острова Хортиці…» 1652 р.;. На «Карті кордонів Польщі» Джованні Антоніо Річі Заноні 1772 р. послідовність та назви 13 порогів точно збігаються з бопланівськими. Однак, на «Геометричному плані Дніпровським Порогам…», створеному роком раніше, а також в «Атласі ріки Дніпра» 1784 р., показано 11 порогів. В той же час, на «Карті течії рік Дніпра та Бугу…» 1775 р., «Генеральній карті Новоросійської губернії…» 1779 р., та «Плані ріки Дніпра з розділенням островів…» 1780 р. бачимо 10 порогів. Академік В. Ф. Зуєв у 1781 р. повідомляв про «13 главнейших порогов, а с маленькими будет больше шестнадцати». Пізніше академік А. Х. Лерберг зараховував до числа порогів 12 об'єктів.
Реєстр з 12—13 порогів пов'язаний зі старою українською, козацькою «топонімічною традицією», що побутувала у XVI—XVIII ст. Однак у I пол. XIX ст. утверджується нова, «офіційна» традиція, згідно з якою порогами на Дніпрі вважалися 9 об'єктів. Це пов'язане не тільки з точним визначенням сутності термінів «забора» та «поріг», але й зі здійсненням у І пол. XIX ст. робіт, спрямованих на покращення Дніпровського судноплавства. Характерно, що порогами у XIX—XX ст. називалися тільки ті природні утворення, на яких у 1835—1854 рр. були зведені канали і дамби — решта перейшли у розряд забор. Реліктова козацька топонімічна традиція Дніпровського Надпорожжя збереглася у народній творчості принаймні до кін. ХІХ ст., коли було записано кілька варіантів переказу, відомого під назвою «Десна і Дніпро». В цьому переказі згадуються 12 Дніпровських порогів.
Нижче подано характеристику та опис розташування дев'яти «офіційних» порогів.

### Кодацький
Кодацький поріг (Кайдацький, Кодак). Починався у 2,7 км нижче за течією від Південного мосту у м. Дніпро, навпроти залишків Кодацької фортеці у селі Старі Кодаки Дніпровського району Дніпропетровської області. З лівого берега Дніпра навпроти затопленого нині порогу знаходиться Любимівський гранітний кар'єр. За даними Д. О. Свіренка Кодацький поріг мав довжину 512 м і створював падіння води 1,63 м.. Як свідчить Д. І. Яворницький, поріг складався з 4 лав, розташованих одна за одною: Плоскої, Гостренької, Вишнякової, Мишиної.

### Сурський
Сурський поріг. Знаходився за 8,5 км нижче нижнього кінця Кодацького порогу, навпроти сучасного гранітного кар'єру, що розташований на південь від лівобережного села Перше Травня Дніпровського району Дніпропетровської області. З правого боку поріг прилягав до південного кінця нині затопленого острова Сурського. Продовженням порогу була Сурська забора — пасмо каменів, яке перетинало протоку між островом Сурським та лівим берегом Дніпра . За даними Д. О. Свіренка довжина порогу дорівнювала 85 м, падіння води — 0,5 м. Поріг складався з двох лав — Чавунної та Бондаревої.

### Лоханський
Лоханський поріг. Знаходився за 1,33 км нижче кінця Сурського порогу, навпроти сучасного гранітного кар'єру, що розташований на південь від правобережного села Волоське Дніпровського району Дніпропетровської області. Поряд з порогом у руслі Дніпра, ближче до лівого берега річки, знаходилися три невеликі острівці — Кулики, Лоханський та Скелястий. За даними Д. О. Свіренка довжина порогу дорівнювала 150 м, падіння води — 1,12 м. Поріг складався з трьох лав: Куликівської, Плоської та Черепашиної.

### Дзвонецький
Дзвонецький поріг (Дзвонець). Знаходився за 5 км нижче кінця Лоханського порогу та за 0,6 км нижче гирла правобережної балки Дзвонецької. Довжина порогу дорівнювала 200 м, падіння води — 1,17 м. Поріг складався з чотирьох лав: Плоської, Чорної, Глухої, Кобилиної.

### Ненаситецький
Ненаситецький поріг (Ненаситець, Дід-поріг, Розбійник, Ревучий) — найбільший та найнебезпечніший серед всіх, який давав найліпше уявлення про природу Дніпровських порогів. Початок Ненаситця з правого боку Дніпра знаходився за 8 км нижче кінця Дзвонецького порогу, навпроти дитячого оздоровчого табору в селі Микільське-на-Дніпрі Солонянського району Дніпропетровської області З лівого боку Дніпра поріг починався навпроти північної частини с. Василівка-на-Дніпрі Синельниківського району Дніпропетровської області За даними Д. О. Свіренка довжина порогу дорівнювала 870 м, падіння води сягало від 4,75 до 5,2 м у різних місцях.
Ненаситець складався з дванадцяти лав: Рваної, Служби, Гостренької, Одинцівської, Рогожиної, Буравленої, Булгарської, Богатирської, Довгополої, Казенцевої, Мокрих Кладів та Рогатої. Дерев'яний пліт проходив всіх їх трохи більше, як за одну хвилину. Поріг був настільки небезпечним, що перед його проходженням лоцмани за старим звичаєм прощалися один з одним. Особливо боялися Пекла — виру біля правого берега річки: «Пекло — то бездонна прірва. Попав до Пекла — буде тобі і холодно, і тепло». Перед проходженням цього Пекла робітники на плотах скупчувалися, тримаючись один за одного. Голова (перед) плоту падала в Пекло й поринала, а люди, стоячи, купалися трохи не по шию. Ще одне погане місце — так звана «Сцикуха» — глибока яма з каменем перед нею: «Як ти її не стережись, а вона тебе таки обсикне».
Ненаситець не замерзав найлютішої зими. Весною, коли вода найбільш прибувала, всі його каміння і скелі, дамби його каналів були під водою. Ставши де-небудь вище, не доходячи до нього, неможливо було зрозуміти, звідки береться той приголомшливий рев, який змушує кричати на вухо співрозмовнику. Та коли подивишся на поріг знизу, то побачиш справжню водяну стіну — потік об'ємом 19,5 тис. кубометрів на секунду.
Найефектніше Ненаситець виглядав улітку, коли вода спадала, і на поверхню виходила вся його робота з переборення гранітних перешкод. З високої правобережної скелі Монастирко поріг являв собою грандіозну картину: «…Через усе це ріка, що так вільно і плавно несла свої води руслом вище Ненаситецького порога, дійшовши потім до нього і зустрівши тут нездоланні перепони у вигляді лав, скель, пасом і мисів, з незбагненною силою вдаряється врізнобіч, кидається з одного каменя на другий, внаслідок чого страшенно клекотить, здіймає догори велетенські вали сріблястої бучі, розбивається цілими мільйонами мільйонів водяних бризок, розлітається навсібіч цілими хмарами водяного пилу, викручує поміж скелями бездонні круговерті, породжуючи усім цим такий страшний шум і стогін, котрий чується вже на далекій відстані від порога, поглинаючи собою кожен інший звук… Видовище і страшне, і разом з тим воістину могутнє, що не піддається жодному описові і ніякому пензлеві; для відтворення його, кажучи словами арабської приказки, язикові бракує слів, а уяві — барв».

### Вовнизький
Вовнизький поріг (Вовніг, Онук-поріг). Початок Вовнизького порогу знаходився за 14 км нижче кінця Ненаситецького та 0,4 км вище селі Вовніги Солонянського району Дніпропетровської області, навпроти гирла правобережної балки Гайбеєва. Довжина цього порогу сягала 840 м, падіння води — 2,83 м. Поріг складався з чотирьох лав: Близнюків, Плоської, Грізної, Помийниці. Найнебезпечнішою в ньому була скеля Гроза.
«Цього порога — розповідали лоцмани — цікаво послухати, коли він „перегукується“ з Ненаситцем: оце реве внук-Вовніг, аж земля дрижить, а потім раптом тиць і обірвався, немов горлянку його перекушено; починає Ненаситець, і теж: реве-гуде й раптом замовчить, неначе йому рота хто заткне. Та отакечки як почнуть, як почнуть… аж сумно тому, хто не знає в чім річ. Ну, а лоцмани знають, що то — на зміну погоди, їм байдуже».

### Будилівський
Будилівський поріг (Будильський, Будило). Початок його знаходився за 3,2 км нижче кінця Вовнизького порогу, навпроти гирла лівобережної балки Кисльоцька та урочища Варварівка Вільнянського району Запорізької області, приблизно на 0,25 км вище ЛЕП «Донбас-Дніпро». Довжина порогу сягала 300 м, падіння води — 0,57 м.. Поріг складався з двох лав: Тириної та Сазонової. Серед лоцманів про цей поріг була приказка: «Пройшов Діда та Внука — не спи, а то Будило розбудить»;.

### Лишній
Лишній поріг. Знаходився за 17 км нижче Будилівського порогу, навпроти південної частини села Привітне Запорізького району Запорізької області, між гирлами правобережних балок Бузкова і Таранова. Поріг перетинав головне річище Дніпра між правим берегом та нині затопленим о. Кухаревим, за даними Д. О. Свіренка мав довжину 106,7 м та створював перепад води 0,06 м. Складався Лишній поріг з двох лав: Плоської та Швайчиної. Назва порогу пояснюється його незначними розмірами й легкістю проходження. Лоцмани казали про нього: «Ні се, ні те, ні попові кадило, ні чортові сопілка. Поріг не поріг — забора не така». Іноді його проходили заплющивши очі, щоб показати свою досвідченість.

### Вільний
Вільний поріг (Гадючий або Вовчок). Знаходився за 4,8 км нижче Лишнього, навпроти правобережного с. Придніпровське Запорізького району Запорізької області. Мав довжину 853 м і падіння води — 1,85 м. Складався поріг з шести лав: Сіренької, Похилої, Радової, Перейми, Вовчого Горла, Шинкаревої.
Важким для проходу у Вільному порозі було так зване «Вовче Горло» — вузька протока між двома острівцями — Крячиним і Шкварчівим. «Пліт — розповідав лоцман О. С. Девлад — летить прямо на острів Шкварчів. Здається, що наскочивши з великого розгону на той кам'яний острів, пліт розіб'ється на трісочки, на порох, а від людей не залишиться і жадної кісточки. Ті з робітників, що вперше пливуть цим шляхом, часто кидають роботу й що-сили плигають з колоди на колоду, тікаючи назад плота. Ніяка команда лоцмана не зупиняє таких перваків. Аж ось іще мить — і прудка течія води, зустрінувшись з гранітом острова і не подолавши перепони, з страшним клекотінням прудко відскакує від гранітної стіни ліворуч і біжить далі, несучи на собі пліт… Зігнувшись у велику дугу, пліт аж тріщить. Найцікавіший момент, коли з передньої голови не видно задньої і навпаки. Протягом цього моменту робітники задньої голови плота працюють без команди лоцмана: його не те що не чути — зовсім не видно!». Проходження Вовчого Горла вважалося справжнім екзаменом для лоцмана.
Д. І. Яворницький записав деякі лоцманські повір'я, пов'язані з нечистою силою, яка живе у порогах: «Старі люди кажуть, що для лоцмана пороги самі по собі не страшні: добрий лоцман знає всі пороги, як свою власну кишеню; він знає і всі лави кожного порога, і всі скелі коло нього, і всі ходи поміж скелями. Лоцманові страшніше те, що сидить у воді кожного порога, тобто чорти: в кожному порозі сидить свій чорт і робить свою роботу. Так, у Кодацькому порозі чорти топлять людей; до Сурського порога сходяться всі чорти, щоб хезати в ньому, бо то неважний поріг, а хезають вони чорним, як смола, гноєм; у Лоханському порозі сидить найголовніший чорт — Вернивод; там чорти розбивають плоти; у Дзвонецькому порозі перевертають човни; в Ненаситецькому воду бушують, та лоцманам у дуби сцять; до них їздить Вернивод та платить їм за те, що вони воду бушують та такі капості роблять лоцманам; у Вовнизькому порозі чорти нічого не роблять, а тільки гострять вила, що в Пеклі; в порозі Вовчку живе головного чорта жінка з чортицями; вона там у воді Вовчого Горла теж і бучу збиває. От через що страшні пороги в Дніпрі всім лоцманам».

## Список забор
У різних авторів існують великі розбіжності щодо кількості забор у порожистій частині Дніпра. Так, Д. І. Яворницький згадує 52 забори від Архієрейської біля о. Монастирського у межах м. Катеринослав (Дніпро) до Бруневої біля Кічкаського перевозу. Енциклопедія Брокгауза-Ефрона подає цифру «понад 30» забор, Географічна енциклопедія України — «понад 60», А. С. Іловайський згадує 37 забор, на «Плані порожистої частини річки Дніпра» з додатків до проекту І. Г. Александрова їх 24, на картосхемі лоцмана О. С. Девлада — 51, у історико-топонімічному словнику «Порожистий Дніпро» В. А. Чабаненка — 55 (та 2 «кам'яні гряди»).
Найбільше забор у Надпорожжі зустрічалося між Кодацьким і Вовнизьким порогами. Як правило, вони розташовувалися під правим берегом Дніпра. Забори не тільки лишали вільний прохід в руслі річки, але й падіння води на них було значно меншим, ніж на порогах; отже, вони становили значно менше небезпеки для судноплавства. Разом з тим, більшість назв забор походить саме від імен та прізвищ лоцманів, які свого часу «посадили» на них плоти: Пундикова, Бажанова, Шерстюкова, Волощинова, Біляєва, Пурисова, Данилеєва, Сухойванва, Петренкова, Кляпина, Карлова та інші.
Часто забори носили назву розташованих поряд островів, скель та інших урочищ: Стрільча, Яцева, Піскувата, Дубова, Таволжанська, Богатирська та інші. У Богатирській заборі, крім численних окремих каменів, зустрічалися великі ділянки, вщент всипані камінням («кам'яні щітки») і високі виступи суцільного скельного дна. У заборі Вороновій скелі, що стирчали з-під води, виглядали здалеку, як величезна зграя воронів. Чорна забора отримала назву від великих чорних каменів посеред неї.
Деякі значні забори до поч. XIX ст. вважалися порогами.

### Таромська
Забора Таромська. Названа порогом «Тарамським» в «Описі міст і повітів Азовської губернії» 1779 р. Знаходилася вона під правим берегом Дніпра, поряд з сучасним гранітним кар'єром, у 13 км вище за течією від сучасного Кайдацького мосту у м. Дніпро.

### Волошинова або Яцева
Забора Волошинова або Яцева, зарахована до числа порогів на карті Радивіла 1613 р. під назвою «Walkonowa zabora poroh» та у «Реєстрі річок і прикмет…» 1697 р. Пізніше, з огляду на великі розміри, ця забора згадується поряд з порогами, як значна перешкода на Дніпровському шляху. Імовірно, у XVI—XVIII ст. кілька розташованих поряд забор — Синельникова та Волошинова при лівому березі Дніпра, Пурисова коло правого та Носулина у центрі русла річки — вважалися однією великою Волошиновою або Яцевою заборою. Відповідно до плану Дніпра 1886 р. Синельникова (Любимівська) забора знаходилася поряд із селом Любимівка Дніпровського району Дніпропетровської області, у 2 км нижче кінця Кодацького порогу. Простягаючись від лівого берега річки на 0,53 км, вона перегороджувала її русло наполовину.

### Стрільча
Забора Стрільча. У джерелах XVI—XVIII ст. називалася порогом Стрільчим. Вона починалася від однойменної скелі, верхня частина якої до нашого часу підіймається над рівнем Дніпровського водосховища, за 600 м нижче (на південний схід) від Волоського гранітного кар'єру та за 40 м від правого берега Дніпра. До створення Дніпровського водосховища Стрільча скеля з'єднувалася з берегом, а забора, простягаючись з південного заходу на північний схід, перекривала русло річки на дві третини.

### Тягинська
Забора Тягинська. У джерелах кін. XVI—XVIII ст. вона входить до реєстру порогів під назвою Княгинин, Княгинець, Тягинський. Ця забора розташовувалася за 4,5 км нижче порогу Дзвонецького, нижче гирла правобережної балки Довжик, навпроти села Звонецьке Солонянського району Дніпропетровської області, простягаючись між нині майже повністю затопленим островом Кізлевим та правим берегом Дніпра.

### Воронова
Воронова забора протягом XVI—XVIII ст. не завжди вважалася порогом, однак, позначалася на картах і згадувалася у документах, як місце, порівнянне з порогом за своєю небезпекою. На поч. XX ст. дніпровські лоцмани стверджували що велика і «рясна» Воронова забора складалася з кількох менших: Візіревої, Зеленої, Колотнечі, Кривої, Білої та Глухої. На триверстовій військовій топографічній карті Російської Імперії сер. XIX ст. довжина Воронової забори сягає приблизно 1,9 км. Вона простягається за течією річки вздовж правого берега від балки Грущуватої до сучасного меморіалу форсування Дніпра, розташованого на південь від с. Військове Солонянського району Дніпропетровської області.

### Крячина
Крячина Забора. На деяких російських картах сер. XVIII ст. позначалася, як «порог Кречетовской». Знаходилася ця забора приблизно за 4,05 км нижче лівобережного села Петро-Свистунове Вільнянського району Запорізької області та за 0,4 км нижче гирла правобережної балки Демської.

### Синя Лука
На деяких західноєвропейських картах І пол. XVIII ст. зустрічається поріг Sinaluka. Цілком імовірно, що автори вище згаданих карт помилково ототожнили з порогом дніпровське урочище Синя Лука. Походження цієї назви можна пояснити характером русла Дніпра в районі кордону сучасних Дніпропетровської та Запорізької областей: саме тут починається крутий вигин річки в південно-західному напрямку, далі на південь, південний схід і знову на південь.

### Таволжанська або Смольська
Таволжанська або Смольська забора. У XVI—XVIII ст. входила до числа порогів під назвою Таволжанський поріг. Знаходилася між островом Таволжаним і правим берегом Дніпра. Лоцман О. С. Девлад у 1929 р. називав Смольським також річище, де розташовувалася забора, й проходило одне з відгалужень шляху сплаву суден. «Власне цим шляхом з доброї волі не пливуть, — казав він — хіба що з якої причини, бо це річище до того вцяцьковане рясною Смольською заборою, що доки пропливеш, то смола виступе не тільки з колод плота, а і з самого лоцмана і усіх робітників».
Довжина нині напівзатопленого водосховищем о. Таволжаного сягала 3,5 км. Таволжанська забора займала майже всю довжину протоки між островом та правим берегом Дніпра. Ширина протоки влітку не перевищувала 100—120 м. Початок забори знаходився приблизно за 4,4 км нижче кінця Будилівського порогу, біля гирла правобережної балки Круглик нижче села Федорівка Запорізького району Запорізької області.

### Явлена
Забора Явлена як поріг фігурує тільки у деяких у джерелах XIX—XX ст. Знаходилася вона за 1,1 км нижче Вільного порогу, між нині затопленими островами Пурисовими та правим берегом Дніпра, навпроти села Володимирівське Запорізького району Запорізької області.

### Стерник
На деяких західноєвропейських картах І пол. XVIII ст. зустрічається поріг Sternik, розміщений між маленькими річками Осокорівка й Кічкаська, які впадають у Дніпро з лівого боку, північніше острова Хортиці. Помилкове розміщення порогу в цьому місці обумовлене складністю навігації.
За 8,5 км від Вільного порогу, біля небезпечних каменів з красномовною назвою «Розбійники», навпроти гирла правобережної балки Кічкаської, Дніпро, затиснений скелями, робив надзвичайно крутий (до 70°) поворот управо (на південний захід). В цьому районі русло річки поступово звужувалося, сягаючи нижче балки Кічкаської ширини 171 м — найменшої на Нижньому Дніпрі. Це обумовлювало дуже високу швидкість течії. Зважаючи на те, що проходження цього небезпечного місця потребувало від лоцмана великої майстерності, згаданий поворот отримав характерну назву «Школа». Про неї склалася особлива приповідка: «Ще не той лоцман, що пороги пройде, а той, що й „Школу“ мине». Є всі підстави стверджувати про ідентичність «Школи» та Sternick-а. Саме слово «стерник» (з наголосом на «и») в українській мові є архаїчною формою слова «стерновий» — тобто людина, яка керує судном, працює стерном. Точне місцезнаходження згаданого урочища — навпроти гирла лівобережної балки Кічкаської, на північний схід від сучасного острова Маячного або Кічкаського — частини колишнього правого берега Дніпра.

### Розумівська
Забора Розумівська. Названа Великою заборою у щоденнику Еріха Лясоти й «порогом Белекова Забора» у московській Книзі Великому Кресленню. Являла собою пасмо каменів, що прилягає до великої правобережної скелі, наполовину перетинаючи русло між правим берегом річки та островом Білим. Точне місце знаходження забори — навпроти сучасної водокачки, розташованої за 0,55 км на південь від околиці села Розумівка Запорізького району Запорізької області;.

## Судноплавство і туризм

### Дніпровські лоцмани
На Дніпрових порогах лоцманську службу почали нести із середини XVI ст. Кіш встановив Ненаситецьку «берегову сторожу» для надання допомоги суднам, що проходили через поріг.
1785 р. перші 42 чоловіка лоцманів зголосилися проводити казенні судна та плоти за встановлену платню. 1787 р. лоцмани успішно провели порогами флотилію Катерини Другої, яка подорожувала до Криму. Після цього указом князя Григорія Потьомкіна офіційно було затверджено лоцманську організацію у складі 121 чоловік. Адміністративним центром громади було село Лоцманська Кам'янка. 1879 р. була утворена Лоцмансько-Кам'янська волость Катеринославського повіту. У складі волості було три села: Лоцманська Кам'янка, Старі Кодаки та Сурські Хутори.
Організація дніпровських лоцманів проіснувала до затоплення порогів. У часи Дніпробуду лоцмани займалися перевезенням будматеріалів та обслуговували численних туристів, які бажали востаннє побачити пороги..

### Фарватери у порожистій частині Дніпра
У Дніпровських порогах лоцмани користувалися двома маршрутами — «ходами»: Старим та Новим. Старий, або Козацький хід майже повністю проходив під правим берегом і збігався з природним фарватером річки. Він був найбільш глибоким, зручним і вільним від перешкод. Новий хід утворився після побудови каналів у середині XIX ст. Він проходив під лівим берегом і здебільшого не збігався з природною течією Дніпра, а тому був досить незручним і вимагав великої спритності у боротьбі з ворожими потоками. Лоцмани намагалися до останнього уникати Нового ходу. Старий та Новий ходи розділялися тільки у порогах, збігаючись у плесах між ними.
Від Старого та Нового ходів у кількох місцях відгалужувалися окремі «стежки». Одні з них були запасними шляхами для проведення плотів у скрутній ситуації, інші слугували для проведення великих суден. Одна зі «стежок», яка починалася перед Лишнім порогом, називалася «стежкою на Француза». Нею користувалися в тому разі, якщо збивалися з основного шляху (що було доволі небезпечно). Розповідали, що жив колись на лівому березі, проти Вільного порога якийсь француз-землевласник. Лоцмани, поглядаючи на хутір того француза, говорили: «Французе, французе, пливу на твоє щастя». Вірили — якщо промовити це «закляття», то все буде гаразд.
Ходи відмічалися «примітними» каменями, що мали свої назви. Вправний лоцман добре знав розташування кожного з них. Якщо ж він не справлявся з течією і терпів аварію, це дуже болісно впливало на його репутацію. На довгий час невдаха міг позбутися заробітку. Зате, й увічнити своє ім'я у географічній назві.
Кожне судно і кожен пліт по прибуттю до Лоцманської Кам'янки зобов'язані були передавати в управління лоцману. На сході сонця з села вирушали великі каравани різних суден (до 80 одиниць): спочатку судна великих розмірів, потім — менші, і, нарешті, плоти. Вихід відбувався тільки в тиху погоду, і тільки якщо нема туману. До 5-6 годин вечора судна мали зупинитися на спеціальній стоянці — так званому «привальному місці». Таких місць на шляху через пороги було декілька — на випадок раптової негоди під час руху. Прибувши до Кічкасу, лоцмани складали свої повноваження. За гарної погоди судна долали пороги за день. Та бувало, що через негоду сплав розтягувався аж на два тижні. Під час довгої вимушеної зупинки лоцмани «тушили вітер», який був особливо небезпечний для сплаву. Для цього йшли у найближчу слободу, купували там горілки, порося, інших наїдків і бенкетували, аж поки «вітер не потухне».

### Спроби покращення судноплавства у порожистій частині Дніпра
Після Азовських походів московсько-козацької армії, за наказом царя Петра Першого англійський інженер Джон Перрі у 1702 р. склав проект будівництва судноплавних шлюзів на Дніпровських порогах. Реалізувати його за тогочасних обставин було неможливо.
Після входження Північного Причорномор'я до складу Російської імперії, за наказом цариці Катерини Другої у 1785 р. під керівництвом полковника М. Л. Фалєєва почалися роботи з розчищення порогів. Вони полягали у підриванні скель та каменів, що особливо утруднювали сплав суден. Ці роботи незабаром були припинені. У 1795 р. інженеру Франсуа де Воллану було доручено скласти проект покращення судноплавства у порожистій частині Дніпра. За цим проектом М. Л. Фалєєвим у 1799 р. на Ненаситецькому порозі був споруджений обхідний канал, у якому в 1803-05 рр. зведено двокамерний шлюз з підпором у 2 сажні (4,26 м). До 1810 р. звели також огороджені дамбами канали на Кодацькому, Сурському і Лоханському порогах. Однак розташування всіх «фалєєвських» споруд відносно фарватеру було надзвичайно незручним, і незабаром вони прийшли у цілковиту непридатність.
У 1833-37 рр. за проектом інженера Шишова був зведений огороджений дамбами судноплавний канал на Кодацькому порозі. З 1843 по 1854 р. канали спорудили на решті порогів. При чому на Ненаситці каналів було два — верхній і нижній та «розчистка» між ними. Всі ці споруди отримали назву «Миколаївських» — за іменем тодішнього царя Миколи Першого.
З побудовою каналів у Порожистому Дніпрі поряд зі старим фарватером («Старим» або «Козацьким ходом») утворився «Новий», або «канальний хід». Через малу глибину каналів і незручне їх розташування відносно природного фарватеру річки очікуваного результату ці споруди не дали. Все ж таки вони мали якусь користь: якщо раніше навігація у порожистій частині Дніпра повністю припинялася в межень, то після спорудження каналів судна стали сплавлятися і за малої води.

### Туризм на Дніпровських порогах
Туризм на Дніпровських порогах почав розвиватися ще у ІІ пол. XIX ст., коли популярність Надпорожжя, як регіону, навколо якого розгорталися важливі історичні події, зросла завдяки художній та публіцистичній літературі. Однак пік популярності порогів, як туристичного об'єкту, припадає на часи будівництва Дніпрогесу (1927-32 рр.). Цьому сприяв потужний розвиток історичного краєзнавства у роки «українізації» та той факт, що внаслідок створення водосховища пороги мали зникнути назавжди.
На відміну від Дніпровського Будівництва, яке грало у радянській пропаганді величезну роль, тема порогів зовсім не вважалася такою важливою. З точки зору офіціозу ці унікальні природні утворення були варті уваги виключно в сенсі показу контрасту «старого» та «нового» світів та прославлення перемоги очолених більшовиками мас над «ворожою» стихією первісного Дніпра.
Основних маршрутів подорожі порогами існувало два: пішки, вздовж правого берега річки, від села до села, й Дніпром на «дубі» — великому човні на 25-30 людей, у супроводі лоцмана. У першому випадку турист мав подолати 70-80 верст. Йому радилося брати їжі на один день, і в разі потреби купувати її по дорозі. Наводився перелік сіл, де харчі дешевші. Другий варіант подорожі був набагато популярнішим.
У 1927 р. дводенна екскурсія порогами на «дубі» коштувала 3-3,5 крб. з людини без їжі. Для порівняння можна зазначити, що, наприклад, у грудні 1927 р. денна заробітна платня електромонтерів на Дніпробуді складала в середньому 4,59 крб., а чорноробів — 1,96 крб.
Екскурсантам, що вирушали порогами на дубі, радилося брати з собою їжі на два дні, теплий одяг і ковдру. Ночувати можна було або у селі Микільське біля Ненаситецького порогу, де була філія Дніпропетровської екскурсбази, або просто неба — на о. Піскуватому, нижче згаданого порогу. Оскільки подорож була доволі небезпечною, необхідно було чітко виконувати всі накази лоцмана. При підході до порогу туристам радилося обходити поріг по берегу або по дамбі каналу, а лоцману проводити човен порогом без пасажирів. Якщо ж туристи побажали пройти поріг разом із лоцманом, то мали дотримуватися низки порад: не займати лоцмана розмовами, не переходити з місця на місце, зберігати спокій, не кричати, очей не заплющувати, дивитися вгору або на рульового.
Екскурсія порогами вирушала з Дніпра о 6-7 годині ранку, прибуваючи до Ненаситецького порогу о 4-5 годині вечора того ж дня. Наступного дня треба було дістатися до Кічкасу до 5-ї години вечора, щоб встигнути на потяг у Запоріжжя. Центральним екскурсійним об'єктом на маршруті був найбільший — Ненаситецький поріг, на відвідування якого виділялося від 2-3 годин до пів дня. На шляху екскурсії було багато зупинок. Крім порогів, туристи оглядали залишки Усть-Самарської фортеці 1736 р., село Огрінь, де вироблялися прекрасні скрині, водомірну рейку на о-ві Московському, електростанцію у селі Чаплі, фортецю XVII ст. і церкву XVIII ст. у селі Старі Кодаки, німецьку колонію Ямбург, скелю Богатир, гарно збережений канал Дзвонецького порогу та руїни шлюзу на Ненаситці, краєвиди на березі біля Вовнизького порогу й археологічні розкопки у різних місцях Надпорожжя. Закінчувалася екскурсія на правому березі Дніпра, вище залізничного мосту біля менонітської колонії Кічкас;.